# Torneo Apertura 2009 (Paraguay)
El Torneo Apertura 2009 (Copa Tigo) de la Primera División del fútbol paraguayo, denominado "Centenario del Club Sol de América", fue el centésimo campeonato oficial organizado por la Asociación Paraguaya de Fútbol en 99 años de competencia. Este comenzó el sábado, 14 de febrero.
Debió iniciarse el 6 del mismo mes, pero el Comité Ejecutivo de la APF lo postergó por una semana a consecuencia de sucesivos hechos trágicos acaecidos entre el 31 de enero y el 1 de febrero en los que fallecieron cuatro personas: un jugador y un dirigente del Club Sportivo 2 de Mayo en un accidente de tránsito, y al día siguiente, dos policías por el derrumbe de una rampa del estadio Defensores del Chaco.
El torneo, que contó con la participación de doce equipos y que además otorgó al ganador un cupo directo para la Copa Libertadores 2010, finalizó el domingo, 5 de julio. El sistema de disputa fue el de todos contra todos a partidos de ida y vuelta. Se consagró campeón, por haber sumado la mayor cantidad de puntos al cabo de las 22 fechas, el club Cerro Porteño, por vigésima octava vez en su historia.

## Sistema de competición
El modo de disputa fue el de todos contra todos a partidos de ida y vuelta, es decir a dos rondas compuestas por once jornadas cada una con localía recíproca. Se convierte en campeón el equipo que acumula la mayor cantidad de puntos al término de las 22 jornadas. En caso de haberse producido igualdad entre dos contendientes, habrían definido el título en un partido extra. Si hubieran sido más de dos, se resolvía según los siguientes parámetros:
1) saldo de goles;
2) mayor cantidad de goles marcados;
3) mayor cantidad de goles marcados en condición de visitante;
4) sorteo.

## Producto de la clasificación
- El torneo coronó al campeón número 100 en la historia de la Primera División de Paraguay.

- Este obtuvo a su vez el acceso a la fase de grupos de la próxima edición de la Copa Libertadores de América.

## Relevo anual de clubes
| Ascendidos a la Primera División          |
| ----------------------------------------- |
| Rubio Ñu (Campeón de División Intermedia) |

| Descendidos a División Intermedia |
| --------------------------------- |
| Silvio Pettirossi (Peor promedio) |

## Equipos participantes
| Equipo           | Entrenador          | Fundación               | Ciudad               | Estadio                | Capacidad |
| ---------------- | ------------------- | ----------------------- | -------------------- | ---------------------- | --------- |
| 12 de Octubre    | Humberto Ovelar     | 14 de agosto de 1914    | Itauguá              | Juan Canuto Pettengill | 8.000     |
| 2 de Mayo        | Saturnino Arrúa     | 6 de diciembre de 1935  | Pedro Juan Caballero | Río Parapití           | 25.000    |
| 3 de Febrero     | Edgar Denis         | 20 de noviembre de 1970 | Ciudad del Este      | Antonio Oddone Sarubbi | 28.000    |
| Cerro Porteño    | Pedro Troglio       | 1 de octubre de 1912    | Asunción             | General Pablo Rojas    | 32.000    |
| Guaraní          | Arnaldo Sialle      | 12 de octubre de 1903   | Asunción             | Rogelio Livieres       | 6.000     |
| Libertad         | Javier Torrente     | 30 de julio de 1905     | Asunción             | Dr. Nicolás Leoz       | 10.000    |
| Nacional         | Daniel Raschle      | 5 de junio de 1904      | Asunción             | Arsenio Erico          | 4.000     |
| Olimpia          | Gregorio Pérez      | 25 de julio de 1902     | Asunción             | Manuel Ferreira        | 15.000    |
| Rubio Ñu         | Francisco Arce      | 24 de agosto de 1913    | Asunción             | La Arboleda            | 5.500     |
| Sol de América   | Carlos Jara Saguier | 22 de marzo de 1909     | Villa Elisa          | Luis Alfonso Giagni    | 5.000     |
| Sportivo Luqueño | Cristóbal Maldonado | 1 de mayo de 1921       | Luque                | Feliciano Cáceres      | 25.000    |
| Tacuary          | Oscar Paulín        | 10 de diciembre de 1923 | Asunción             | Roberto Bettega        | 7.000     |

El campeonato contó con la participación de doce equipos, en su gran mayoría pertenecientes al departamento Central.
Siete son de la capital del país, Asunción; en tanto que tres provienen de ciudades cercanas a esta, Itauguá, Luque y Villa Elisa. Finalmente, dos se localizan en importantes capitales departamentales, casualmente limítrofes con Brasil: Ciudad del Este y Pedro Juan Caballero.
Los únicos clubes que nunca abandonaron esta categoría (también conocida como División de Honor) son tres: Olimpia, Guaraní y Cerro Porteño, completando 100, 99 y 94 participaciones, respectivamente.

### Distribución geográfica de los equipos
| Región                      | Cant. | Equipos                                                                |
| --------------------------- | ----- | ---------------------------------------------------------------------- |
| Distrito Capital            | 7     | Cerro Porteño, Guaraní, Libertad, Nacional, Olimpia, Rubio Ñu, Tacuary |
| Departamento Central        | 3     | 12 de Octubre, Sp. Luqueño, Sol de América                             |
| Departamento de Alto Paraná | 1     | 3 de Febrero                                                           |
| Departamento de Amambay     | 1     | 2 de Mayo                                                              |

## Clasificación
Fuente
| Pos. | Equipos          | PJ | PG | PE | PP | GF | GC | Dif. | Pts. |
| ---- | ---------------- | -- | -- | -- | -- | -- | -- | ---- | ---- |
| 1.   | Cerro Porteño    | 22 | 14 | 4  | 4  | 24 | 11 | 13   | 46   |
| 2.   | Libertad         | 22 | 12 | 6  | 4  | 46 | 19 | 27   | 42   |
| 3.   | Nacional         | 22 | 9  | 9  | 4  | 37 | 23 | 14   | 36   |
| 4.   | Olimpia          | 22 | 9  | 8  | 5  | 31 | 28 | 3    | 35   |
| 5.   | Tacuary          | 22 | 9  | 5  | 8  | 27 | 29 | -2   | 32   |
| 6.   | Sportivo Luqueño | 22 | 8  | 7  | 7  | 26 | 24 | 2    | 31   |
| 7.   | Guaraní          | 22 | 7  | 8  | 7  | 21 | 17 | 4    | 29   |
| 8.   | Rubio Ñu         | 22 | 8  | 2  | 12 | 30 | 34 | -4   | 26   |
| 9.   | Sol de América   | 22 | 6  | 7  | 9  | 21 | 30 | -9   | 25   |
| 10.  | 12 de Octubre    | 22 | 6  | 6  | 10 | 19 | 30 | -11  | 24   |
| 11.  | 2 de Mayo        | 22 | 4  | 6  | 12 | 23 | 34 | -11  | 18   |
| 12.  | 3 de Febrero     | 22 | 5  | 2  | 15 | 21 | 47 | -26  | 17   |

## Campeón
|                          |
| Cerro Porteño 28º título |

## Máximos goleadores
Fuente
| País                 | Jugador               | Equipo           | Goles |
| -------------------- | --------------------- | ---------------- | ----- |
| Bandera de Paraguay  | Pablo Velázquez       | Rubio Ñu         | 16    |
| Bandera de Paraguay  | Daniel Ferreira       | Sportivo Luqueño | 12    |
| Bandera de Guatemala | Carlos Ruiz Gutiérrez | Olimpia          | 10    |
| Bandera de Paraguay  | Manuel Maciel         | Libertad         | 9     |
| Bandera de Paraguay  | Guillermo Beltrán     | Nacional         | 8     |
| Bandera de Paraguay  | Fabio Escobar         | Nacional         | 8     |
| Bandera de Paraguay  | Juan Samudio          | Libertad         | 8     |
| Bandera de Paraguay  | Jorge "Mono" Brítez   | Cerro Porteño    | 7     |
| Bandera de Paraguay  | Reinaldo Ocampo       | Tacuary          | 7     |
| Bandera de Uruguay   | Martín Ligüera        | Olimpia          | 6     |
| Bandera de Colombia  | Vladimir Marín        | Libertad         | 6     |
| Bandera de Paraguay  | José Ariel Núñez      | Tacuary          | 6     |